# Stab (Gegenstand)

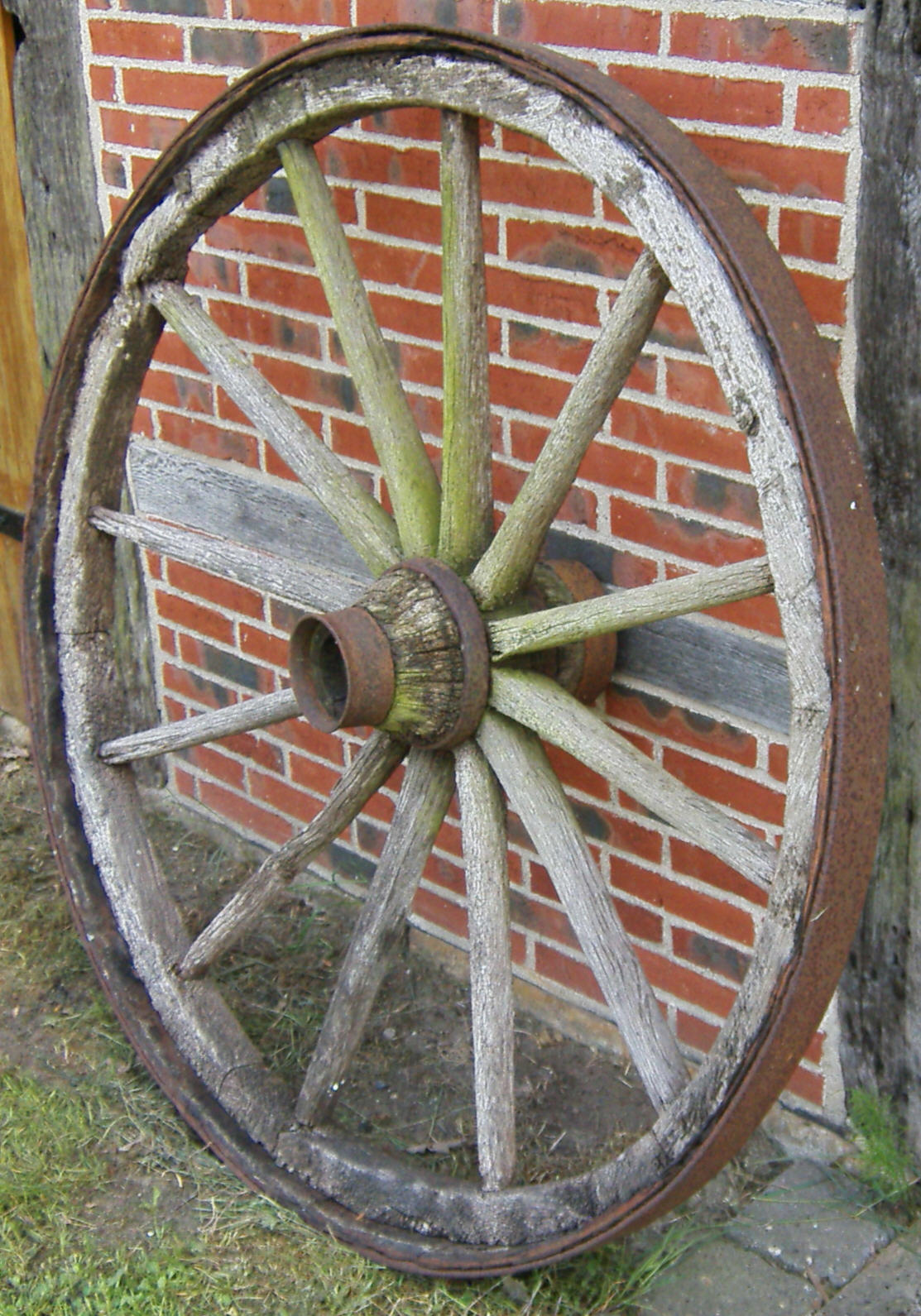
Auch Holzspeichen sind Stäbe

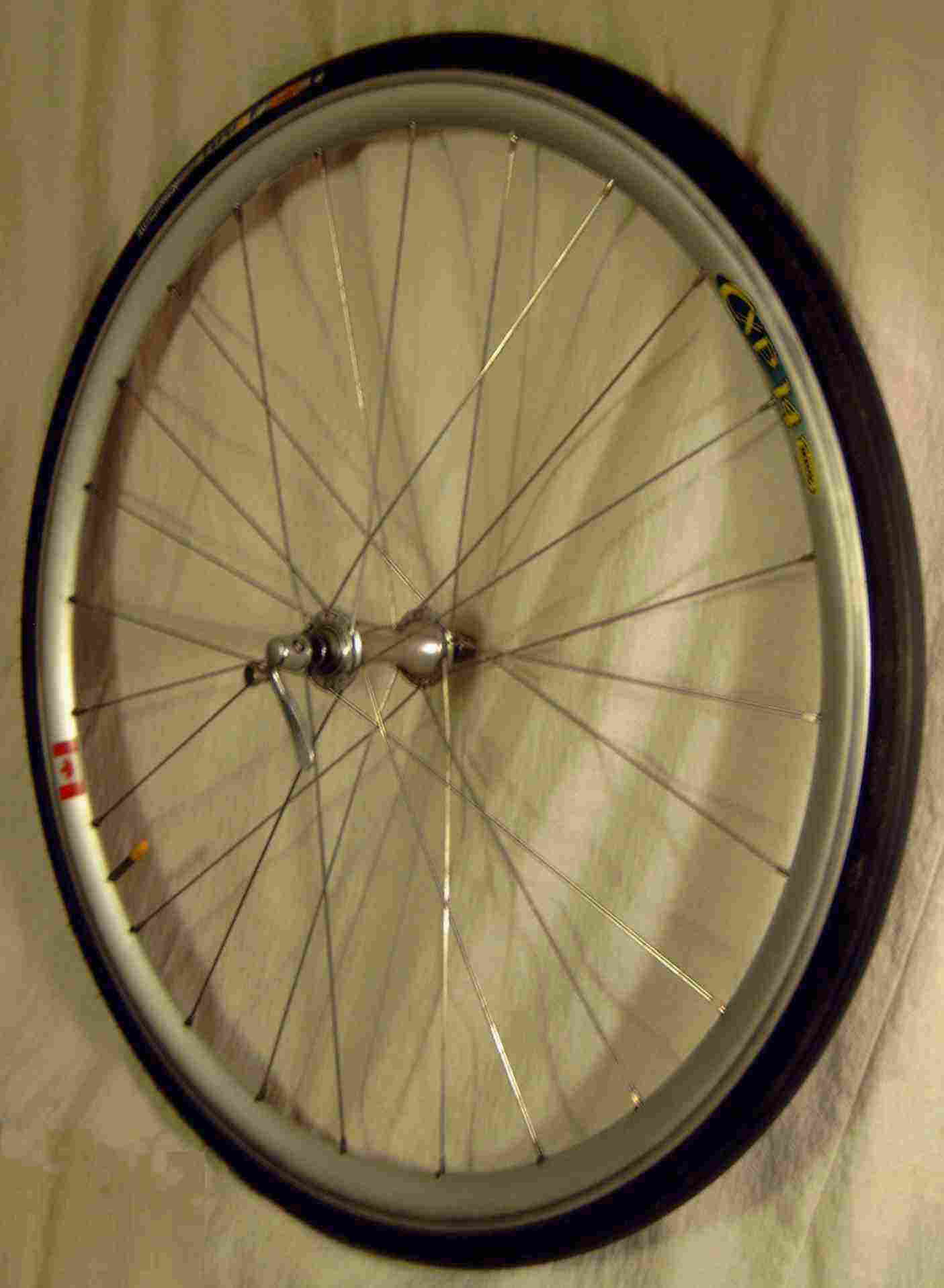
Fahrradspeichen vertragen viel Zug aber weder seitlichen noch axialen Druck – eher Draht als Stab

Als Stab bezeichnet man einen schmalen, langen, zumeist massiven Gegenstand mit zumeist rundem oder annähernd quadratischem Querschnitt. Als Handgerät verwendete Stäbe, zumal gröberer Art, werden auch als Stock oder Stecken bezeichnet.

## Etymologie
Das Substantiv Stab hängt etymologisch mit dem Adjektiv steif zusammen. Sprachlich verwandt ist auch der bzw. die Steven (Vordersteven und Achtersteven) des Schiffsrumpfes. Das Herkunftswörterbuch des Duden verweist auf einen indoeuropäischen Wortstamm stabh… mit dem Bedeutungsspektrum „aufstellen“, „stützen“, „versteifen“, das etymologische Wörterbuch Kluge vermutet als Grundbedeutung „Stütze“.

## Definitionen
Ein Stab ist ein steifer und zumeist überwiegend gerader Körper, dessen Länge groß gegenüber seinen übrigen Abmessungen und der sich daraus ergebenden Querschnittsfläche ist.
Zwischen der Abgrenzung zu anderen Körpern und der Definition von Sonderformen gibt es nicht selten Überlappungen:
- Steifigkeit/Biegsamkeit:
  - Ein Draht ist wie ein Stab bei niedrigen Temperaturen weitgehend längen- und querschnittsstabil, aber im Unterschied zu ihm biegsam. Zwei Metallteile gleicher Abmessung können je nach Material eher als Stab (z. B. aus Bronze) oder als Draht (z. B. aus Kupfer) verwendet werden.
  - Bei gleichem Querschnitt und gleichem Material wird jeder Metallstab mit zunehmender Länge zum Draht.
  - Eine Rute ist ein besonders dünner Stab (oder dünner als ein Stab) und von hoher Elastizität, aber geringer axialer Druckbelastbarkeit.
- Massivität/Hohlraum: Grundsätzlich wird das hohle Rohr vom massiven Stab unterschieden. Es gibt aber auch den Begriff Hohlstab, und wegen des günstigen Verhältnisses von (niedriger) Masse und hoher axialer Belastbarkeit sind die Stäbe nicht weniger moderner Fachwerkkonstruktionen eigentlich Rohre. Ebenso ist es mit vielen Stielen und von Werkzeugen und Stangen bei anderen Ausstattungsgegenständen.
- Geradigkeit/Krümmungen:
  - Grundsätzlich ist auch ein Haken ein Stab.
  - Die Mitte des Querschnitts eines Stabes kann in seinem Verlauf um eine (gedachte) Achse „rotieren“.
    - Verläuft diese gedachte Achse innerhalb des Stabes, so spricht man von einem gedrehten Stab
    - Liegt die gedachte Achse außerhalb des Querschnitts bzw. der Querschnitt im ganzen Verlauf neben der Achse, so ist dieser Stab gleichermaßen eine Spirale.

- Form des Querschnitts:

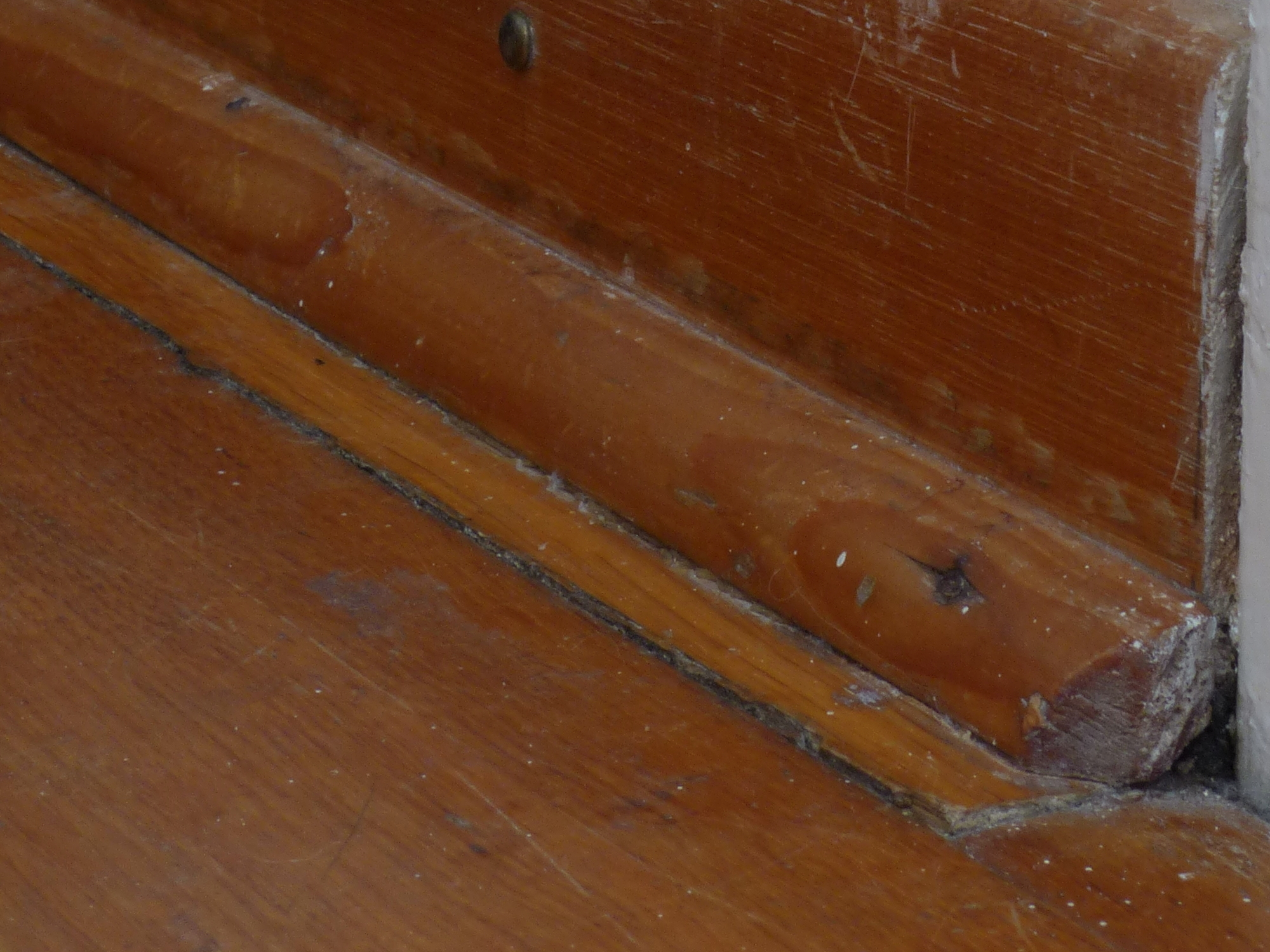
Viertelstab an der Kante eines Parkettfußbodens

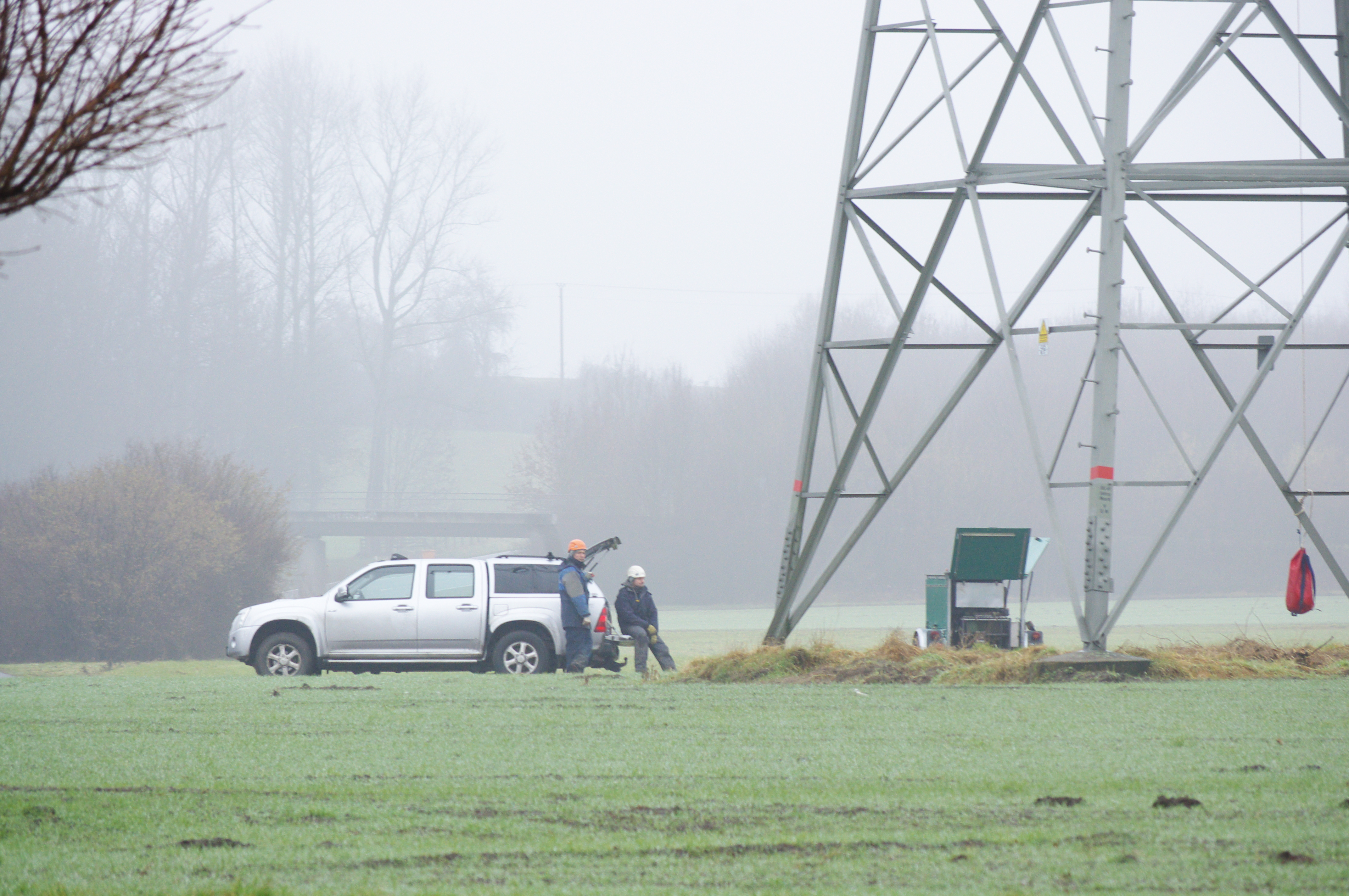
Stäbe eines Stahlfachwerks (hier Mast einer Hochspannungsleitung) sind vom Profil her oft Schienen oder Rohre.

  - Vierkantstäbe habe zumeist einen quadratischen oder rechteckigen Querschnitt.
  - Bei kreisförmigem Querschnitt spricht man von Rundstab oder Stange, bei einem 90°-Sektor als Querschnitt von einem Viertelstab.
  - Stäbe mit flachem rechteckigen oder überwiegend konvexem Querschnitt, geeignet zur Befestigung auf einer Unterlage, werden Leisten genannt, wenn die Querschnittsfläche bzw. deren größerer Durchmesser nicht zu groß ist (Unterschied zu Brett und Platte).
  - Als Schiene werden Stäbe mit kompliziertem Querschnitt bezeichnet, und rechteckige, die sich gut zur freitragenden Montage eignen. Auch unter die Begriffe Profil, Profilleiste oder Profilstahl fallen in Handwerk und Technik eingesetzte Stäbe mit definierter Querschnittsform.
- Oberfläche: Ein Rundstab, in dessen Oberfläche ein Gewinde geschnitten ist, wird Bolzen genannt.
- Größe:
  - Vorrangig werden solche Stäbe auch umgangssprachlich als „Stab“ oder annähernd gleichbedeutend als „Stock“ bezeichnet, die man mit einer Hand greifen und heben kann.
  - Größere Stäbe werden außerhalb von Gebäuden Pfosten, Mast oder Baum genannt, als Gebäudeteil horizontal Balken oder Träger, vertikal Ständer oder Stütze. Auch ein Pfahl ist ein vertikaler Stab, sowohl als Gebäudeteil (Pfahlbau, Pfahlrost), als Teil einer leichten Konstruktion (Zaunpfahl) oder auch freistehend (Grenzpfahl)
  - Kleine Stäbe, eher mit den Fingerspitzen zu fassen, werden als Stift (möglicherweise spitz) oder Nadel (unbedingt spitz) bezeichnet.

## Funktionen

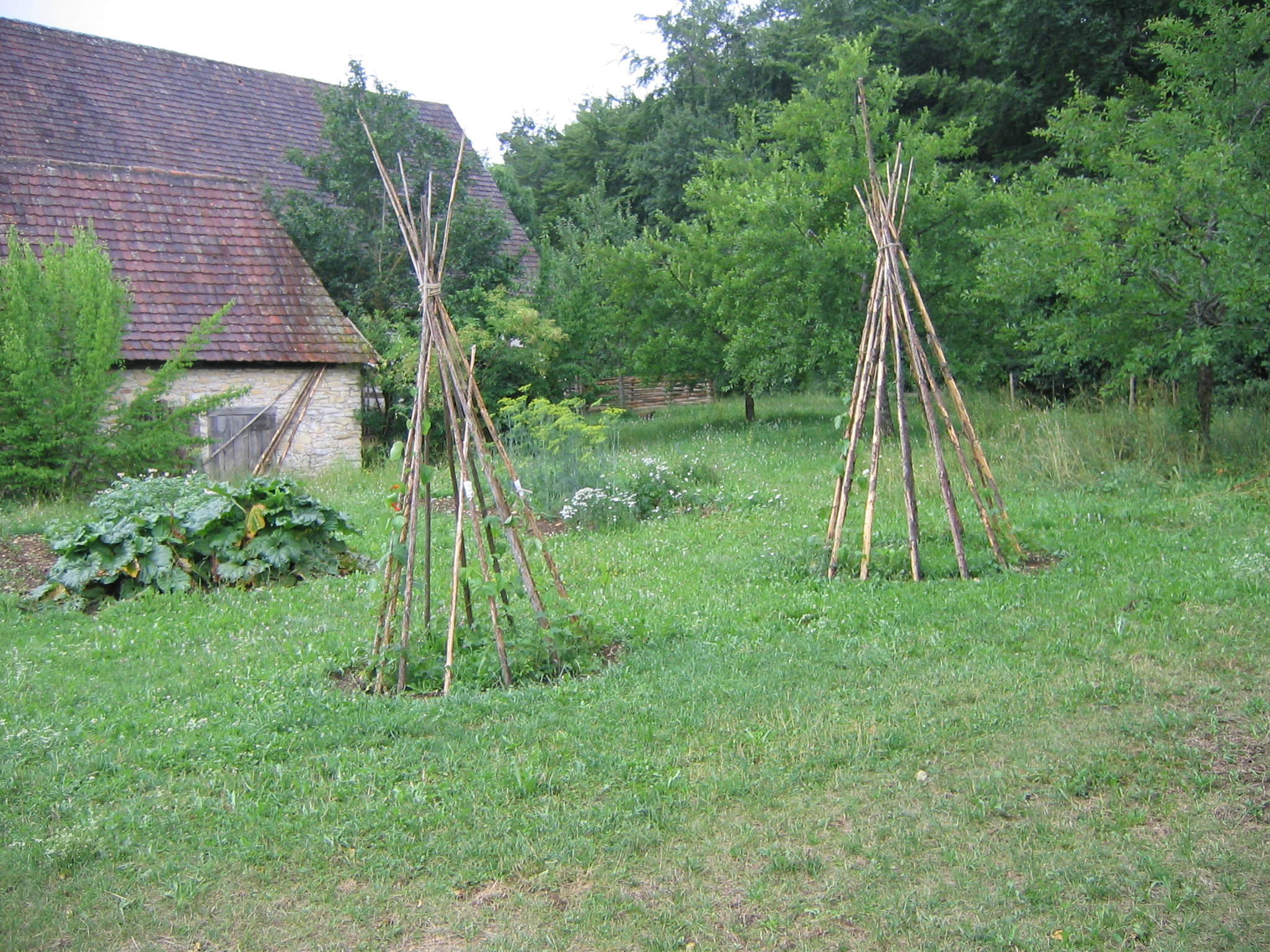
Bohnenstangen

Grundsätzlich finden und fanden Stäbe Verwendung
- als Bauelement oder Bauteil
  - als einfacher Träger im Bauwesen, siehe Stab (Statik)
  - im Fahrzeugbau, z. B. als Speichen und als Teil der Federung
  - als Teil von Maschinen
  - als Stiel diverser Werkzeuge
  - in Möbeln

- in Garten- und Landbau:
  - Hopfenstangen und Bohnenstangen (heute in der Regel durch Drahtkonstruktionen mit wenigen Stangen ersetzt)
  - stützende Pfähle bei Baumpflanzungen (auch im Obstbau, inzwischen oft Drahtkonstruktionen mit wenigen Pfählen)

- als tragbares Gerät mit praktischem Nutzen – Bezeichnung Stock:
  - Blindenstock zum Tasten
  - Spazierstock und Wanderstock (einschließlich des Knotenstocks)
  - Gehstock
  - Grabstock
  - Kurzstock oder Langstock als Waffe in Kampfkünsten, z. B. der japanische Bō
  - Rohrstock
  - Schlagstock
  - Taktstock (Dirigentenstab)
  - Trommelstock, beim Schlagzeug Stick
  - Ski- und Nordic-Walking-Stöcke
  - Zeigestock (heutzutage oft durch den Pointer ersetzt)
  - Zielstock als Gewehrauflage
  - historischer Zollstock (heute ist der „Zollstock“ eine faltbare Leiste mit metrischer Skalierung)

- als tragbares Gerät mit praktischem Nutzen – Bezeichnung Stab und andere:
  - Angelrute
  - Essstäbchen
  - Führungsstab in medizinischen Punktionsgeräten und Sonden, siehe Mandrin
  - Jakobsstab, historisches Gerät für einfache astronomische Messungen
  - Knobkierrie, eine traditionelle afrikanische Waffe
  - Ölmessstab
  - Stab beim Stabhochsprung
  - Taststab (Messgerät)

- als tragbares symbolisches Gerät:
  - Krummstab katholischer Bischöfe, abgeleitet vom Hirtenstab
  - Marschallstab, ursprünglich auf Schlachtfeldern als Signalgeber verwendet, wurde namengebend für den Führungsstab
  - Zauberstab
  - Zepter weltlicher Monarchen

- Von nicht mehr verwendeten Geräten abgeleitete Embleme:
  - Äskulapstab als Emblem der Medizin
  - Hermesstab, nach verschiedenen früheren Bedeutungen zuletzt Symbol des Handels